# Neodon sikimensis
Neodon sikimensis е вид бозайник от семейство Хомякови (Cricetidae).

## Разпространение
Видът е разпространен в Бутан, Индия (Сиким), Китай (Тибет) и Непал.